# تفسير العياشي
تفسير العياشي ، من أقدم التفاسير الشيعية التي تعتمد على الروايات الواردة عن أهل البيت في تفسير القرآن ؛ ولهذا فهو من المصادر الحديثية المهمة عندهم ، ألّفه أبو النظر محمد بن مسعود عيّاش السلمي السمرقندي المعروف بالعياشي (المتوفى 320 هـ). وهو من كبار محدثي الشيعة ومعاصر للكليني في عصر الغيبة الصغرى ، و الكتاب يضمّ تفسير كل القرآن الكريم إلا أنّ المتبقى هو من سورة الحمد إلى سورة الكهف.
ما يُميز تفسير العياشي عن تفسير القمي وتفسير فرات الكوفي وباقي التفاسير الروائية في القرون الأولى هو اهتمام العياشي بالمسائل الفقهية في آيات الأحكام ، كما كان العياشي يعنى بالمسائل الكلامية والفرق الشيعية وغير الشيعية في التفسير ويأتي بروايات تتعلّق بها ، من سمات تفسير العياشي هي حذف أسانيد الروايات.

## المؤلف
الشيخ أبو النصر أو أبو النضر محمد بن مسعود العياشي السمرقندي. هو رجل دين وفقيه ومُفسّر شيعي ومن رواة الأحاديث ، قيل أنه من أهل سمرقند غير أنه تميمي الأصل ، ويُحكى في الكتب والمصادر الشيعية التي ترجمت له أنه كان سني المذهب ثم تشيَّع بعد ذلك. وهو من الثقاة عند الشيعة ولا يذكره أحدٌ منهم إلا بالثناء.

## التعريف بالكتاب
تفسير العياشي من التفاسير الشيعيّة القديمة في عصر الغيبة الصغرى (260 ــــ 329هـ) والجانب الروائي غالب عليه كباقي مؤلفات الإمامية في تلك الفترة ، ونظرا لاهتمام العياشي بالمسائل الفقهية في تفسيره نجد أنّ المفاهيم الفقهية بارزة في هذا التفسير بالنسبة إلى باقي التفاسير الإمامية القديمة كتفسير فرات الكوفي وتفسير القمي.

## فقدان أجزاء من الكتاب
بناء على ما نقل عن هذا الكتاب في مؤلفات العصور اللاحقة له، يبدو أنّ للكتاب بقايا فقدت ، إلا أن المتواجد عندنا هو من سورة الحمد حتى سورة الكهف. أصل هذا الكتاب في مجلدين، وكان لدى علماء التفسير وكان ينقلون عنه ، نقل الحاكم الحسكاني في شواهد التنزيل ما يقارب 30 رواية من تفسير العيّاشي، ونقل الطبرسي في مجمع البيان من كلا المجلدين حوالي 70 حديثاً. ويقول المجلسي أنني شاهدت نسختين قديمتين لهذا التفسير. ولا نجد بعد فترة المجلسي أثراً من القسم الثاني ويشير أغا بزرك الطهراني إلى ست نسخ مخطوطة ومطبوعة من القسم الأول لهذا الكتاب.

## وصلات خارجية
تحميل الكتاب